# La Laguna Grande
La Laguna Grande är en ort i Mexiko.   Den ligger i kommunen Cuquío och delstaten Jalisco, i den centrala delen av landet, 400 km väster om huvudstaden Mexico City. La Laguna Grande ligger 1 778 meter över havet och antalet invånare är 129.
Terrängen runt La Laguna Grande är platt åt nordväst, men åt sydost är den kuperad. Runt La Laguna Grande är det ganska glesbefolkat, med 23 invånare per kvadratkilometer. Närmaste större samhälle är San Gabriel, 10,4 km nordost om La Laguna Grande. Trakten runt La Laguna Grande består till största delen av jordbruksmark.